# 何望海
何望海（？—？），號金阳，福建邵武府邵武县人。明朝政治人物。

## 生平
性聪颖，过目成诵，博学多才，文名甚著。天啓元年（1621年）辛酉科福建鄉試七十二名舉人，二年（1622年）联捷壬戌科会试一百四十九名，三甲一百六十七名進士。户部观政，三年授官广东揭阳知县，四年本省同考，寻致仕回籍，于城南构建精舍数楹，偕二三挚友吟啸其中，榜其庐曰“锦亭花月”。